# Fasces de Combate Italianas
O Fasci Italiani di Combattimento foi uma organização fascista italiana criada por Benito Mussolini em 1919. Foi a sucessora do Fascio d'Azione Rivoluzionaria, sendo notavelmente mais à direita do que seu antecessor. O Fasci Italiani di Combattimento renomeou-se e reestruturou-se como Partido Nacional Fascista em 1921.